# Synagoge (Kutno)

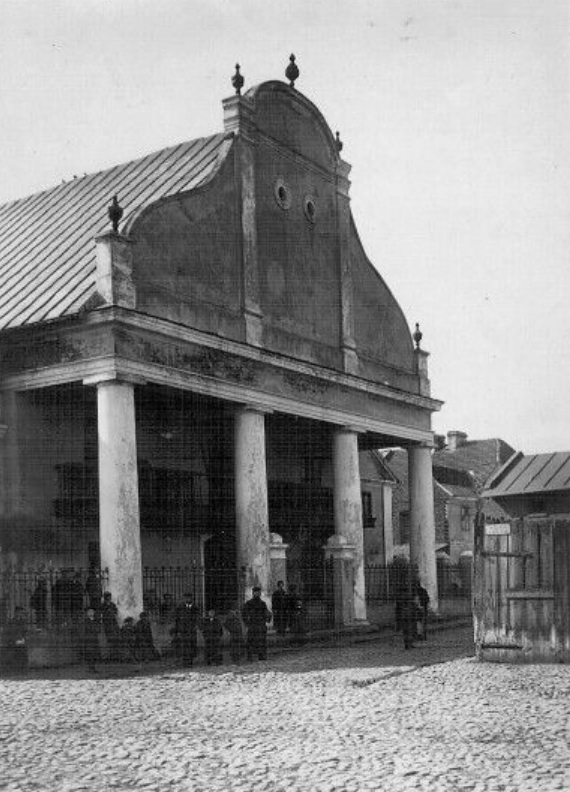
Synagoge ca. 1935

Die Synagoge in Kutno, einer polnischen Stadt in der Woiwodschaft Łódź, wurde im späten 18. Jahrhundert erbaut und im Zweiten Weltkrieg zerstört.

## Geschichte
Eine hölzerne Synagoge ist 1715 erwähnt. Sie wurde bei einem Brand zerstört. 1766 wurde mit dem Bau einer steinernen Synagoge begonnen, dieser wurde aber erst nach über 30 Jahren, im Jahr 1799, fertiggestellt.
Wenige Tage nach dem Überfall auf Polen im September 1939 wurde das Gebäude von den deutschen Besatzern verwüstet und 1940 (nach anderen Quellen 1942) endgültig abgerissen.

## Architektur
Das rechteckige Gebäude hatte ein Giebeldach mit im Barockstil geschwungenen Giebeln. Vor dem Eingang zum Vorraum war ein Portikus mit vier großen, runden Säulen. Von diesem aus führte eine Treppe auf einen kleinen Balkon und in die Frauenempore. Entlang den Seitenwänden waren niedrigere Anbauten mit einem Pultdach bis zum Dachgesims. Diese waren sehr wahrscheinlich später hinzugefügt, da sie die Fenster an den Seiten verdeckten. Ob es sich um zusätzliche Gebetsräume der Frauen handelte oder um eine Erweiterung des Haupthalle für die Männer ist nicht bekannt.
Der Hauptraum war quadratisch. In der Mitte stand die Bima zwischen vier runden Säulen mit einem baldachinähnlichen Aufbau, der die Decke stützte. Dieser Typ ist als Stützbima bekannt.
Der Toraschrein war rechts und links von Säulenpaaren (halbrund und eckig) eingerahmt. Darüber befanden sich die Gesetzestafeln und darüber ein Adler mit gespreizten Flügeln, der in das Gewölbe hineinragte.